# コード・オーバーストリート
コード・オーヴァーストリート（Chord Overstreet、1989年2月17日 - ）はアメリカ合衆国の俳優、歌手である。テレビドラマ『glee/グリー』のサム・エヴァンス役で知られている。2018年にオルタナティブ・ポップ・バンドプロジェクト「OVERSTREET」を始動。

## 来歴
アメリカ合衆国テネシー州ナッシュヴィルにて誕生。6人兄姉妹の3番目に生まれたのでコード（和音）という名前になった。母親はヘアメイクアーティスト。父親はカントリー・ミュージック 歌手のポール・オーヴァーストリート。兄はバンドホット・シェル・レイのナッシュ・オーヴァーストリート。他に年子の姉サマーと3人の妹ハーモニー、スカイ、チャリティがいる。ドイツ、アイルランド、イングランド、インディアンの血を引く。幼少期はナッシュヴィル郊外の農場で育ち、両親からミュージシャンを目指すよう奨励される。幼い頃からマンドリンを覚え、それからドラム、フルート、ピアノ、ギターを覚える。10代の時にGAPの広告モデルも務める。
2007年に高校卒業後、エンターテイメントの世界を目指す。最初の2年間は中々芽が出なかったが、2009年にインターネットドラマ『Private』に抜擢され役者としてスタート。その後iCarly、や映画『ザ・ホール』に出演。
人気テレビシリーズ『glee/グリー』に第2シーズンから転校生のサム・エヴァンス役で出演していた。

## フィルモグラフィ

### 映画
- ザ・ホール The Hole （2009年）
- A Warrior's Heart （2011年）
- glee/グリー ザ・コンサート 3Dムービー Glee: The 3D Concert Movie （2011年）
- Fourth Man Out (2015年)